# Yoshiko Shimada
Pour les articles homonymes, voir Shimada.
Yoshiko Shimada (嶋田 美子, Shimada Yoshiko), née en 1959 à Tachikawa, est une photographe japonaise, artiste vidéaste et de performances. Elle a été qualifiée d'« artiste féministe et anti-militariste de premier plan ».
Elle explore dans ses œuvres les questions de genre, de pouvoir, d'histoire et de nation depuis la fin des années 1980, se plaçant à l'intersection de son propre contexte socio-politique en tant qu'Asiatique, Japonaise et femme. Elle a été exposée à de nombreuses reprises, autant au Japon que dans le reste du monde et enseigne l'art japonais, la politique, et le féminisme à l'Université de Tokyo.
Elle fait partie du collectif Feminist Art Action Brigade.

## Biographie
Yoshiko Yamada est née et a grandi à Tachikawa, à l'ouest de Tokyo, près de la base militaire américaine (qui deviendra le parc mémorial Showa en 1977) où son père travaillait pendant le pic des actions militaires américaines en Asie du Sud-Est. Cette proximité avec la base qui était précédemment utilisée par l'Armée impériale japonaise, l'expose aux tensions entre les deux pays pendant les années 1960 autour des négociations du traité de sécurité.
Elle part étudier l'art au Scripps College (en) en Californie et sort diplômée en 1982. Elle retourne au Japon pour étudier l'eau-forte auprès de l'artiste mono-ha Yoshida Katsurō. Elle vit plusieurs années à Berlin et à New York,. En 2015, elle soutient une thèse de doctorat à l'Université Kingston à Londres.

## Carrière
Yoshiko Shimada s’intéresse à la manière dont l’histoire de la guerre a été préservée et perpétuée dans les attitudes et la mémoire de la société japonaise actuelle, avec un intérêt particulier pour le rôle des femmes dans la Guerre du Pacifique en tant qu’agresseurs autant que victimes. Elle affirme que son objectif n’est pas simplement de pointer certaines personnes du doigt, mais plutôt d’explorer comment l’impérialisme s'immisce à la fois dans le passé et dans le présent. Selon ses propres mots : « il n'y a plus de frontière nette entre oppresseurs et oppressés. »
Elle a été exposée entre autres à la New York Public Library, au Musée métropolitain de la photographie de Tokyo, dans l'Art Center de l'Université Keiō, à l'Université Kyoto Seika ou à l'Université de la ville de New York.

### Séries «Past Imperfect» (début des années 1990)
Après la fin de ses études aux États-Unis, Yoshiko Shimada s'installe en Allemagne où elle se rapproche d'artistes traitant de la responsabilité du pays pendant la Seconde Guerre Mondiale. Elle commence à explorer dans ses œuvres la représentation de la guerre et leur souvenir à l'occasion de la mort de l'Empereur Hirohito en 1989, troublée par les portraits élogieux et nostalgiques de la période publiés et diffusés à cette occasion. Elle s'indigne de ce qu'elle considère comme l'incapacité de la presse et des médias japonais à considérer autre chose qu'une vision romantique du passé. Elle commence alors à traiter de front la question des femmes de réconfort au début des années 1990, après que trois femmes coréennes attaquent le gouvernement japonais devant les tribunaux et témoignent de leur expérience pendant la Guerre du Pacifique.
Sa série de gravures Past Imperfect engage l’intérêt de l'artiste pour les questions de genres tout en questionnant l'opinion populaire que la Guerre du Pacifique était une « tragédie inévitable ». Cette série est exposée pour la première fois en 1993 à la galerie Tanishima dans l'arrondissement de Meguro à Tokyo. Cette première série était constituée de 25 tirages compilant coupures de journaux et photos d'archive de différentes femmes pendant la guerre. Elle explore ainsi le rôle des femmes japonaises et leur contribution à l'effort de guerre impérial, mettant ainsi en avant un aspect de l'histoire souvent passé sous silence,.
La gravure Shooting Lesson (1992) est considérée comme la plus critique de la série, intégrant une photo des femmes de la police militaire (kenpeitai) stationnée en Corée et s'entrainant au tir en protection contre la population locale, juxtaposée au portrait de quatre femmes de réconfort coréennes. Par cette confrontation, Yoshiko Shimada cherche à démontrer comment les femmes japonaises ont participé et renforcé l'effort de guerre.
Le triptyque White Aprons (1993) offre trois représentations de femmes japonaises protégeant leur nation pendant la guerre : la première soulignant le rôle de la femme au foyer, la seconde montrant des femmes s'entraînant à se défendre contre des attaques anti-japonaises dans les colonies et la troisième dans laquelle des membres de l'Association des femmes du Grand Japon (en) regardent des conscrits partir pour la guerre. Ce triptyque, ainsi que l'installation Tied to Apron Strings (1993) créée et exposée à la même époque, met en avant des femmes portant des tabliers blancs, kappōgi (en), à la fois comme symbole de domesticité et comme rappel de l'uniforme de l'Association des femmes du Grand Japon, organisation patriotique réservée aux femmes et créée pendant la guerre,.
La gravure A House of Comfort (1993) met en regard une « station de confort » (les maisons closes gérées par l'état japonais à destination des soldats) aux allures de manoir et le portrait d'une femme de réconfort dévêtue, pour questionner les idées de domicile, nation, et le coût humain de la guerre,.

### Comfort/Women/of Conformity(1994)
En 1994, Yoshiko Shimada produit le zine Comfort/Women/of Conformity (aussi connu sous le nom Comfort Women, Women of Conformity) qui, en 20 pages de photos et textes, juxtapose et confronte les expériences des femmes de réconfort coréennes et les femmes japonaises pendant la Guerre du Pacifique. Les textes et photos de femmes japonaises étaient placées sur les pages de droite, celles des femmes coréennes sur celles de gauche. Cette disposition confronte les textes des féministes japonaises alignées avec l'idéologie impériale avec les témoignages d'enlèvements, de viols, de violences et d'esclavage sexuel des coréennes. 

### Black Boxes+Voice Recorder(1996)
En 1996, pour l'exposition Gender: Beyond Memory du Musée métropolitain de la photographie de Tokyo, Yoshiko Shimada présente l'installation Black Boxes + Voice Recorder,. Elle était constituée de portraits en gros plan d'anciennes femmes de réconfort dont les bouches avaient été découpées et placées dans des caisses en bois noires reliées par des chaînes placées dans la galerie. L'ensemble était complété par une bande sonore diffusant en permanence le témoignage de victimes. L'objectif de l'installation était de donner une voix à celles qui avaient été réduites au silence pendant des décennies. Michiko Kasahara, curatrice de l'exposition, écrit à son propos : « [Shimada] réprésente la résistance contre l'oubli, un acte conscient pour le souvenir. Elle n'est extérieure à son sujet, créant bien à l'abri ; au contraire, en tant que femme japonaise, elle se retrouve dans la position ambigüe d'être l'une des aggresseurs. »

### Made in Occupied Japan(1998)
À partir de 1996, Yoshiko Yamada collabore avec BuBu de la Madeleine, artiste et activiste impliquée dans la lutte contre le SIDA,. En 1998, elles présentent un projet commun, Made in Occupied Japan, une collection de photocollage, de gravures et de vidéos qui approche la période de l'occupation américaine du Japon au travers du sexe et du consumérisme, soulignant l'américanisation de la culture japonaise et l'exotisation des femmes japonaises généralisée dans la prostitution d'après-guerre. Elles mettent en scène leur propre corps pour représenter aussi bien les soldats américains, les prostituées militaires japonaises que les femmes au foyer. Elles jouent délibérément sur les frontières de genre, alternant rôles féminins et masculins, pour exposer et questionner les structures patriarcales de la société japonaise.
Yoshiko Shimada utilise régulièrement le drag dans ses œuvres pour explorer les rôles genrés, le considérant comme un moyen par lequel elle peut mieux comprendre la construction de sa propre position dans la société. S'exprimant sur le sujet, elle écrit que « la transformation en drag ne signifie pas changer sa personnalité. C'est examiner les couches et complexités de sa propre situation. »

### Bones in Tansu: Family Secrets(2004)
Wn 2004, Yoshiko Shimada présente l'installation interactive Bones in Tansu: Family Secrets dans le cadre de l'exposition Borderline Cases de la galerie A.R.T d'Ebisu (Tokyo), organisée par le collectif Feminist Art Action Brigade auquel elle participe. L'installation, pour laquelle elle avait demandé aux visiteurs de partager leurs souvenirs de la guerre pour les intégrer dans l'exposition, a, par la suite, été présentée dans d'autres pays (Philippines, Thaïlande, Indonésie, Canada, Danemark etc). L'exposition proposait aux visiteurs d'entrer dans un confessionnal où ils pouvaient écrire leur secrets de famille et les glisser dans une boite scellée. L'artiste les recueille ensuite et les expose dans un grand tansu (en) (une commode traditionnelle japonaise).
L'installation s'intéresse à la manière dont les souvenirs des auteurs et des victimes sont réprimés puis oubliés, formant un dialogue en constante expansion à chaque nouvelle exposition. Yoshiko Shimada a déclaré que c'était sa façon de résister à l'apathie des plus jeunes, pour lesquels la mémoire de la guerre a été réprimée par les générations précédentes, le nationalisme ambiant et le révisionnisme du système éducatif japonais.
Une des motivations pour ce projet semble avoir été sa propre découverte que son grand-père avait été policier avant la guerre et été l'un de ceux ayant reçu l'ordre de « se débarrasser des dangereux criminels » lors du massacre du Kantō dans lequel environ 6 000 résidents coréens, ainsi que des syndicalistes, socialistes et anarchistes, ont été tués à la suite du séisme du Kantō en 1923.

### Becoming a Statue of a Japanese Comfort Woman(2012-Présent)
Depuis 2012, Yoshiko Shimada fait régulièrement des performances publiques où elle incarne la Statue de la Paix en mémoire des femmes de réconfort. Lors de la toute première performance, devant l'Ambassade du Japon à Londres, elle portait un kimono japonais, plutôt qu'un hanbok coréen pour rappeler que des femmes japonaises aussi ont été enrôlées de force comme esclaves sexuelles pendant la Guerre du Pacifique.
Elle a réitéré cette performance à de nombreux endroits où la mémoire de ces événements est fortement contestée, comme au Yasukuni-jinja ou devant la Diète du Japon, mais aussi en Corée du Sud et aux côtés du collectif féministe Tomorrow Girls Troop à Los Angeles, Séoul et Tokyo,.

## Censure
Bien qu'Yoshiko Shimada soit reconnue comme une artiste importante au Japon, la nature critique de son travail lui a initialement posé des problèmes, car l'exposition et la distribution de ses œuvres étaient surtout acceptées dans les autres pays. Elle partage son expérience de la censure au Japon lors d'une conférence professionnelle organisée en juin 1994 au Club des correspondants étrangers du Japon à Tokyo. Elle précise que bien qu'elle n'ait jamais vu son travail être rejeté, elle a connu une « censure douce » sous la forme d'outrage de l'audience et d'une réticence de la part des curateurs d'exposition. Elle conclut en disant qu'il est bien plus simple pour elle d'exposer en Allemagne, où elle vivait alors, que dans son pays natal.
En 1993, elle organise une manifestation contre le Musée d'art moderne de Toyama à la suite de la censure de l'artiste Nobuyuki Ōura et à la destruction de son collage satirique d'Hirohito. Elle produit à cette occasion une gravure de l'empereur avec le visage raturé appelée A picture to be burned, brûla un des tirages et expédia les cendres au musée dans un sac plastique avec une lettre demandant à être ajouté à leur fond. Elle écrit « Comme certains disent que les musées sont les cimetières de l'art, il semblait approprié que je vous envoie ces cendres. »
A Picture to be Burned refit parler d'elle lors de la Triennale d'Aichi de 2019, intitulée Après "la liberté d'expression?" (「表現の不自由展」その後」), de par son inclusion au côté d'une statue de femme de réconfort qui conduit à des manifestations violentes par des groupes d'extrême-droite et à l'arrêt de l'exposition après 3 jours.
En 2019, le Ministère des Affaires Étrangères japonais retire son soutien à une autre exposition où elle participe à cause de sa nature politique. L'exposition Japan Unlimited organisée au MuseumsQuartier Wien à Vienne présentait une série de gravures de 1998 faites en collaboration avec l'artiste BuBu de la Madeleine, Made in Occupied Japan, dont une représentation satirique de l'Empereur Hirohito posant à côté du général Douglas MacArthur et qui voulait brouiller les distinctions entre hommes et femmes, États-Unis et Japon, et agresseur et victime.